# GC Mascara
Der Ghali Club de Mascara (GC Mascara) ist ein algerischer Fußballverein in Muaskar. Die Heimspiele werden im Stade de l’Unité Africaine ausgetragen.
Der Verein wurde 1925 gegründet und konnte 1951 die Oran League zum einzigen Male gewinnen. Mitte der 1980er Jahre stieg er in die Ligue Professionnelle 1 auf und gewann 1984 die nationale Meisterschaft. Lakhdar Belloumi war der Star der Mannschaft und führte das Team zum einzigen nationalen Titel. Mit dem Erfolg konnte man sich erstmals für die afrikanischen Wettbewerb qualifizieren, schied dort im Viertelfinale gegen den AS Bilima aus. Aktuell spielt der Verein in der Ligue Nationale du Football Amateur.

## Statistik in den CAF-Wettbewerben
| Wettbewerb                          | Runde         | Gegner       | Hinspiel | Rückspiel |  |
| ----------------------------------- | ------------- | ------------ | -------- | --------- |  |
|                                     |               |              |          |           |  |
| African Cup of Champions Clubs 1985 | 1. Runde      | al-Ittihad   | 4:0 (H)  | 0:3 (A)   |  |
|                                     | 2. Runde      | Stade Malien | 0:2 (A)  | 3:0 (H)   |  |
|                                     | Viertelfinale | AS Bilima    | 0:0 (H)  | 0:3 (A)   |  |